# Список керівників держав 1100 року
Список керівників держав 1100 року — це перелік правителів країн світу 1100 року
Список керівників держав 1109 року — 1100 рік — Список керівників держав 1101 року — Список керівників держав за роками

## Азія

### Західна Азія
- Аббасидський халіфат — халіф Аль-Мустазхір Біллах (1094—1118)
- Анатолійські бейлики —
  - Артукіди — емір Муїн ад-дін Сокмен I (1098—1105)
  - Данішмендиди — Данішменд Газі, емір (1071—1104)
  - Іналогуллари — Ібрагім, емір (1098—1110)
  - Менгджуки (Менгучегіди) — бей Ісхак (1090—1120)
  - Салтукіди — Салтук I, емір (1072—1102)
  - Шах-Арменіди  — бей Сукман I ал-Кутбі (1100—1112)
- Антіохійське князівство — Боемунд I (князь Антіохії) (1098 — 1111)
- Едеське графство — Балдуїн I, граф (1098 — 1100); Балдуїн II, граф (1100 — 1118)
- Єрусалимське королівство -
  - Готфрід Бульйонський, Захисник Гробу Господнього (1099 - 1100)
  - Балдуїн I, король (1100 - 1118)
- Конійський султанат — султан Килич-Арслан I (1092—1107)

Ємен —
- Зураїди — Зурай, амір (1084—1110)
- Наджахіди — амір Джайаш бін Наджах (1089 — бл. 1107)
- Сулайхіди — емір Арва бінт Ахмад (1086—1138)

Кавказ
- Вірменія:
  - Кілікійське царство — князь Костандін I (1095—1100/1102/1103)
  - Сюнікське царство — цар Григор II Сенекеримян (1096—1166)
  - Ташир-Дзорагетське царство — цар Давид II (1089—1118); Аббас I (1089—1118)
- Грузія — цар Давид IV Будівельник (1089—1125)
  - Кахетія — цар Квіріке IV (1084—1102)
- Держава Ширваншахів — ширваншах Манучехр II (1096—1106)

- Шеддадіди  — емір Манучехр ібн Шапур I (Ані) (1072 — 1118)

### Центральна Азія
- Газнійська держава (Афганістан) — султан Масуд III (1099—1115)
- Гуріди — малік Кутб уд-Дін Хасан ібн Мухаммад (1080—1100); Ізз уд-Дін Хусайн, малік (1100 — 1146)
- Персія
  - Баванді (Табаристан) — іспахбад Шахрияр IV (1074—1114)

- Середня Азія
  - Держава Хорезмшахів — Кутб ад-Дін Мухаммед I, хорезмшах (1097—1127)
  - Східно-Караханідське ханство — хан Харун II Богра-хан (1075—1102)
  - Західно-Караханідське ханство — хан Джибраїл Кадир-хан (1098—1102)
- Сельджуцька імперія — великий султан Баркіярук (1094—1105)
  - Арран — Гійас ад-Дунійа ва-д-Дін Абу Шуджа Мухамад ібн Малік-шах, амір (1092—1104)
  - Дамаський емірат — емір Дукак (1095—1104)
  - Керманський султанат — султан Аміран-шах (1097—1101)
  - Хорасан — Муїзз ад-Дунійа ва-д-Дін ва Адуд ад-Даула ва Тадж ал-Мілла ва Гійас ал-Умма Абу-л-Харіс Санджар ібн Малік-шах, амір (1097—1105)
- Західна Ся — імператор Чунцзун (Лі Ґаньчунь) (1086—1139)

### Південна Азія
- Індія
  - Східні Ганги — Анантаварман Чодагнга, царь (1078—1147)
  - Західні Чалук'я — магараджа Трібхуванамалла Вікрамадітья VI (1077—1127)
  - Держава Хойсалів — перманаді Ереянга (1098—1102)
  - Династія Сена — раджа Віджая Сена (1096—1159)
  - Імперія Пала — магараджа Рамапала (1077—1130)
  - Калачурі — Ясахкарна, раджа (1072—1125)
  - Качарі — цар Корпоордхвай (бл. 1070 — бл. 1100);Гірідхар (бл. 1100 — бл. 1125)
  - Кашмір — цар Харша (1089—1101)
  - Орісса — магараджа Карнедева (1090—1110)
  - Парамара (Малава) — магараджа Наравармандева (1094—1134)
  - Соланка — раджа Джаясімха Сіддхараджа (1093—1143)
  - Чандела — раджа Кіртіварман (1060—1100)
  - Держава Чера — магараджа Рама Варма Кулашекхара (1090—1102)
  - Чола — магараджа Раджендра Кулоттунга I (1070—1120)
  - Ядави (Сеунадеша) — магараджа Парамадева (1085—1105)
- Шрі-Ланка
  - Полоннарува — Війябаху I, цар (1056—1110)

### Південно-Східна Азія
- Кхмерська імперія — імператор Нріпатіндраварман (1080—1113)
- Дайков'єт — імператор Лі Нян Тонг (1072—1127)
- Далі (держава) — король Дуань Чженчунь (1096—1108)
- Паган — король Кванзітта (1084—1112/1113)
- Чампа — Джайя Індраварман II, князь (1080 — 1081, 1086 — 1114)
- Індонезія
  - Сунда — магараджа Ланглангбхумі (1064—1154)

### Східна Азія
- Ляо — імператор Дао-цзун (1055—1101)
- Японія — Імператор Хорікава (1087—1107)
- Китай (Імперія Сун) — імператор Чже-цзун (Чжао Сяо) (1085—1100); Хуей-цзун (Чжао Цзі) (1100 — 1125)
- Корея
  - Корьо — ван Сукчон (1095—1105)

## Африка
- Альморавіди — імам Юсуф ібн Ташфін (1086—1106)
- Аксум (Ефіопія) — імператор Кедус Гарбе (1079—1109)
- Гана — Сулейман, цар (1090—1100); Банну Бубу (1100—1120)
- Зіріди — емір Тамім Абу Йахья ібн аль-Муїзз (1062—1108)
- Імперія Гао — дья Фададьо (бл. 1090 — бл. 1120)
- Мукурра — цар Василій (бл. 1089 — бл. 1130)
- Фатімідський халіфат — халіф Аль-Мусталі Біллах (1094—1101)
- Канем — маї Дунама II (1098—1150)
- Хаммадіди — султан Мансур ібн Насир (1088—1104)

## Європа

### Британські острови
- Шотландія — король Едгар (1097—1107)
- Англія — король Вільгельм II Рудий (1087—1100)
- Уельс:
  - Гвінед — король Гріфід ап Кінан (1081—1137)
  - Королівство Повіс — король Іорвет ап Бледін (1075—1103, 1110—1111); Кадуган ап Бледін (1075—1113); Маредід ап Бледін (1075—1102, 1116—1132)

### Північна Європа
- Данія — король Ерік I (1095—1103)
- Ірландія — верховний король Домналл Уа Лохлайнн (1086—1101)
  - Айлех — король Домналл Уа Лохлайнн (1083—1121)
  - Дублін — король Домнал мак Муйрхертах Ва Бріайн, король (1094—1102, 1103—1118)
  - Коннахт — король Домналл III (1097—1102)
  - Лейнстер — король Доннхад IV (1098—1115)
  - Міде — король Доннхад мак Мурхада Уа Маел Сехлайнн (1094—1105); Конхобар мак Маел Сехлайнн Уа Маел Сехлайнн (1094—1105)
  - Мунстер — король Муйрхертах Уа Бріайн (1086—1114, 1115—1116, 1118—1119)
  - Ольстер — король Еохайд мак Дуйнн Слейбе (1095—1099, 1099—1108)
- Норвегія — король Магнус III Голоногий (1093—1103)
- Швеція — король Інге I Старший (1079—1084, 1087—1105)

### Франція
король Франції Філіп I (1060—1108)
- Аквітанське герцогство — герцог Гільйом IX Трубадур (1086—1126)
- Ангулем — граф Гільйом V (1087—1120)
- Анжуйське графство — граф Фульк IV Решен (1068—1109)
- Бретанське герцогство — герцог Ален IV Фержан (1084—1112)
- Бургундське герцогство — герцог Ед I (1079—1103)
- Бургундське графство — пфальцграф Етьєн I (1097—1102); Гільйом II (1097—1125)
- Вермандуа — граф Гуго I Великий (1080—1102)
- Макон — граф Етьєн I Бургундський (1085—1102)
- Мо і Труа — граф Гуго I (1093—1102)
- Менське графство — граф Елі I (1093—1110)
- Неверське графство — граф Гільйом II (1097—1148)
- Нормандське герцогство — герцог Роберт II Куртгез (1087—1106)
- Овернське графство — граф Гільйом VI (бл. 1096—1136)
- Руссільйонське графство — граф Гіслаберт II (1074—1102)
- Тулузьке графство — граф Раймунд IV (1094—1105)
- Шалон — граф Ґі I (1079—1113)
- Фландрське графство — граф Роберт II (1093—1111)

### Священна Римська імперія
Імператор Генріх IV (1084—1105)
- Баварське герцогство — герцог Вельф I (1070—1077, 1096—1101)
- Саксонське герцогство — герцог Магнус (1072—1106)
- Швабське герцогство — герцог Фрідріх I (1079—1105)

- Східна марка — маркграф Леопольд III Святий (1095—1136)
- Каринтійське герцогство — герцог Генріх III (1090—1122)
- Лувен — граф Готфрід I (1095—1139)
- Лужицька марка (Саксонська Східна) — маркграф Генріх I (1081—1103)
- Монферратське маркграфство — маркграф Гульєрмо IV (1084—1111)
- Майсенське маркграфство — маркграф Генріх I (1089—1103)
- Північна марка — маркграф Лотар Удо III фон Штаде (1087—1106)
- Сполето — Вернер II, герцог (1093—1119)
- Тосканська марка — Матильда Тосканська, маркграфиня (1076—1115)
- Богемія (Чехія) — князь Бржетислав II (1092—1100); Борживой II (1100—1107, 1117—1120)
  - Брненське князівство — князь Борживой II (1097—1101)
  - Оломоуцьке князівство — князь Святополк (1091—1109); Ота II Чорний (1091—1110, 1113—1126)

- Штирія (Карантанська марка) — маркграф Отакар II (1082—1122)
- Рейнский Пфальц — пфальцграф Зігфрід I (1095—1113)
- Верхня Лотарингія — герцог Тьєррі II Хоробрий (1070—1115)
- Ено (Геннегау) — граф Бодуен III (1098—1120)
- Намюрське графство — граф Альберт III (бл. 1063—1102)
- Люксембурзьке графство — граф Вільгельм I (1096—1131)

- Голландське графство — граф Флоріс II Товстий (1091—1121)

- Прованське графство —
  - графиня Герберга (бл. 1093—1112)
  - Раймунд IV Тулузький, граф (1081—1105)

- Савоя — граф Гумберт II Сильний (1080—1103)

### ЦентральнатаСхідна Європа
- Польща — князь Владислав I Герман (1079—1102)
  - Померанія — Святобор, князь (бл. 1060—1106)
- Рашка (Сербія) — князь Вукан (1083—1112)
  - Дукля (князівство) — король Костянтин Бодін (1081—1101)
- Угорщина — король Коломан I Книжник (1095—1116)
- Київська Русь — великий князь Святополк Ізяславич (1093—1113)
  - Волинське князівство — князь Давид Ігоревич (1086—1099, 1099—1100)
  - Звенигородське князівство — князь Ростислав Володаревич (1092—1124)
  - Муромське князівство — князь Ярослав Святославич (1097—1123, 1127—1129)
  - Новгородське князівство — князь Мстислав Великий (1088—1094, 1095—1117)
  - Переяславське князівство — князь Володимир Всеволодович Мономах (1094—1113)
  - Полоцьке князівство — князь Всеслав Брячиславич (1044—1068, 1071—1101)
  - Теребовлянське князівство — Василько Ростиславич, князь (1085—1124)
  - Чернігівське князівство — князь Давид Святославич (1097—1123)

### Іспанія,Португалія
- Ампуріас — граф Уго II (бл. 1078 — бл. 1116)
- Барселона — граф Рамон Беренгер III Великий (1097—1131)
- Безалу — граф Бернардо II (1066—1100)
- Кастилія і Леон — король Альфонс VI Кастильський, імператор Іспанії (1077—1109)
- Наварра (Памплона) — король Педро I (1094—1104)
- Пальярс Верхній — граф Артау (Артальдо) II, граф (1082 — бл. 1124)
- Пальярс Нижній — граф Пере Рамон I (бл. 1098 — бл. 1112); Арно Рамон I (бл. 1098 — бл. 1112)
- Уржель — граф Ерменгол V (1092—1102)
- Сарагоса (тайфа) — Ахмад II ал-Мустаїн, емір (1085—1100); Імад ад-даула Абд ал-Малік (1100—1119)

- Португалія — Генріх Бургундський, граф (1093—1112)

### Італія
- Аверса — граф Річард II (1091—1105/1106)
- Апулія і Калабрія — герцог Рожер I Борса (1085—1111)

- Венеційська республіка — дож Вітале I Мікель (1095—1102)

- Капуя — князь Річард II (1091—1092, 1098—1105/1106)
- Неаполітанський дукат — герцог Сергій VI (1082—1107)
- Папська держава — Пасхалій II, папа римський (1099—1118)
  - Климент III, антипапа (1080—1100)
  - Теодоріх, антипапа (1100—1102)

- Сицилія — Рожер I, великий граф (1072—1101)

### Візантійська імперія
- Візантійська імперія — імператор Олексій I Комнін (1081—1118)

| Історія | Це незавершена стаття з історії. Ви можете допомогти проєкту, виправивши або дописавши її. |